# General Higinio Morínigo
General Higinio Morínigo è una località del Paraguay, situata nel dipartimento di Caazapá. Forma uno dei dieci distretti in cui è suddiviso il dipartimento.

## Caratteristiche
Elevata a distretto nel 1958, la località, che prende il nome da Higinio Morínigo Martínez, eroe della Guerra del Chaco e presidente del Paraguay, ha come proprie attività economiche l'agricoltura e l'allevamento.

## Popolazione
Al censimento del 2002 General Higinio Morínigo contava una popolazione urbana di 1.242 abitanti (5.499 nel distretto), secondo i dati della Dirección General de Estadística, Encuestas y Censos.